# Kamfertræ
Kamfertræ, Cinnamomum camphora, er et træ i kanel-slægten. Træet indeholder en æterisk olie, der under luftens indvirkning kan danne kamfer.
Træet stammer fra Sydøstasien – fra Taiwan og Japan – men det dyrkes nu mange steder i troperne. Træet kan blive mellem 15 og 30 meter højt. Tømmeret benyttes til konstruktion af såvel huse som både. Det er et både hårdt og stærkt træ. Tømmeret har også været benyttet til kister og kommoder, da træets indhold af æteriske olier holder møl borte.

## Historie
En kejser af Tang-dynastiet i Kina fik i 600-tallet serveret en ret bestående af sammenrørt mælk, mel og kamfer, nedkølet ved hjælp af is og regnet som verdens første dessert-is. I 825 fik barnekejseren Jing Zong en nedkølet ret af mælk, ris og kamfer. Kineserne kaldte indonesisk kamfer for "dragehjernekrydderi". Den handelsrejsende Zhao Rugua beskrev handelen med Borneo sådan: De kinesiske købmænd medbragte to dygtige kokke, og forærede kongen kinesisk mad og brændevin. Ved afrejsen ydede kongen gengaver i form af kamfer og bomuldstøj, under en afskedsfest med servering af vin og bøffelkød. Kamfer fra Borneo er også i vore dage meget efterspurgt i Kina. I gamle opslagsværk om medicin regnes kamfer til de kolde stoffer. På persisk er may-i kaafuur vin afkølet med kamfer. Koranen omtaler kaana misaaju-aa kaafuuran, som drikkes i paradis for at vise, at alle ens jordiske lidenskaber er nedkølet. Kinesisk kamfer har slet kvalitet, og sandsynligvis har de benyttet importeret vare. Kamferolie er fundet i en egyptisk mumie.
I 400-tallet dukker kaphourà op i en romersk lægebog af Paul fra Égina: "Brug kamfer, hvis du har," står der, så den var måske svær at få fat i. I Tusind og en nat rejste Sindbad Søfareren fra ø til ø, indtil han mistede de andre og befandt sig alene på øen, hvor fugl Rok bor. På dens ryg fløj han til en ny ø, hvor han i en have så vældige kamfertræer, så store, at hundrede mand kunne få plads i skyggen under hvert enkelt af dem. Han beretter, at kamferen blev sanket ved at folk borede et hul oppe på stammen med et langt jernbor. Så flød den flydende kamfer ud, blev samlet i kar og størknede ligesom gummi. Derefter døde træet og blev anvendt som brænde. I 1100-tallet skrev en kinesisk rejsende, at kamferindhøstning var sæsonafhængig. De indfødte på Borneo samlede sig i grupper på flere dusin, iført tøj af bark og med sago som proviant, inden de begav sig op i bjergsiderne efter kamfer. J.G. Frazer beskrev i 1890 dette barktøj som del af de magiske ritualer omkring kamfersankningen, indbefattet et hemmeligt sprog, som skulle knytte sankerne nærmere til træerne.
Ibn Khordadbeh skrev, at øerne var beboet af kannibaler, men at der voksede "fantastisk kamfer". Abu Dulaf Mis'ar skrev, at "træerne vokser helst i bjergsiderne med udsigt til havet". I lighed med kineserne benyttede arabene kamfer til at lave slik. En opskift findes i al-kitab al-tubich (= bogen om madretter) af Ibn Sayyar al-Warraq i 900-tallet. Shams al-Dimishqi skrev, at den, som borede hullet i træstammen, måtte løbe væk med det samme, for det kunne være dødeligt at få frisk kamfer i ansigtet. Videre kunne kamfer kun sankes én gang i året, fordi træerne angiveligt ellers blev bevogtet af giftige slanger, som kun forlod dem for at nedkøle sig ved havet efter parringen. I den indiske eventyrsamling Katha-sarit-sagara fra 1000-tallet skildres Karpuradvipa, "kamferlandet" langt sydpå.